# 1181.
◄ | 11. stoljeće | 12. stoljeće | 13. stoljeće | ►
◄ | 1150-ih | 1160-ih | 1170-ih | 1180-ih | 1190-ih | 1200-ih | 1210-ih | ►
◄◄ | ◄ | 1178. | 1179. | 1180. | 1181. | 1182. | 1183. | 1184. | ► | ►►
Arhitektura • Astronomija • Knjige • Književnost • Kršćanstvo • Medicina • Pravo • Promet • Znanost

## Događaji
- započeo Hrvatsko-mletački rat za Zadar, jer su Mlečani ponovno željeli preuzeti vlast u gradu Zadru koji je priznavao vladavinu hrvatsko-ugarskoga kralja, koju je u to vrijeme obnašao Bela II. (III.) Arpadović. Rat je završio koncem 1202. godine, poslije dvotjedne križarske opsade, kada Mletačka Republika ponovno podvrgava Zadar pod svoju vlast

## Rođenja
- Sv. Franjo Asiški († 1226.)

## Vanjske poveznice
|  | Zajednički poslužitelj ima još gradiva o temi 1181. |